# Asplenium cancellatum
Asplenium cancellatum är en svartbräkenväxtart som beskrevs av Arthur Hugh Garfit Alston. Asplenium cancellatum ingår i släktet Asplenium och familjen Aspleniaceae. Inga underarter finns listade.